# Trichobalya
Trichobalya is een geslacht van kevers uit de familie bladkevers (Chrysomelidae).
De wetenschappelijke naam van het geslacht werd in 1924 gepubliceerd door Julius Weise.

## Soorten
- Trichobalya apicalis Kimoto, 1982
- Trichobalya bowringii (Baly, 1890)
- Trichobalya golaris Laboissiere, 1936
- Trichobalya mouhoti Baly, 1890
- Trichobalya tiomanensis Mohamedsaid, 1999